# Lou Gramm
Louis Andrew Grammatico (New York, 2. svibnja 1950.) poznatiji kao Lou Gramm, je američki rock pjevač. Najveći uspjeh je ostvario između 1976. i 2005. godine u hard rock sastavu Foreigner.

## Diskografija

### Studijski albumi
- Foreigner (1977.) #4 SAD 5x platinasti
- Double Vision (1978.) #3 SAD; #32 VB 7x platinasti
- Head Games (1979.) #5 SAD 5x platinasti
- 4 (1981.) #1 SAD; #4 VB 6x platinasti
- Agent Provocateur (1984) #4 SAD; #1 VB 3x platinasti
- Inside Information (1987) #15 SAD; #64 VB platinasti
- Unusual Heat (1991.) #117 SAD; #56 VB
- Mr. Moonlight (1994.) #136 SAD; #59 VB

### Uživo albumi
- Classic Hits Live/Best of Live (1993.)
- Live in '05 (2006.)

### Kompilacije
- Records (1982.) #10 SAD 7x platinasti, #58 VB
- The Very Best of (1992.)
- The Very Best of... and Beyond (1992.) #123 SAD 2x platinasti, #19 VB
- JukeBox Hero: Best of (1994.)
- The Platinum Collection (1999.)
- Rough Diamonds #1 (1999.)
- Hot Blooded and Other Hits (2000.)
- Anthology:Jukebox Heroes (2000.)
- Complete Greatest Hits (2002.) #80 SAD platinasti
- The Definitive (2002.) #33 VB
- The Essentials (2005.)